# Serritiello
Il quartiere Serritiello è uno dei quartieri della città di Avigliano situato nella provincia di Potenza, in Basilicata.

## Storia
In parte edificata nel XVII secolo la città era chiusa da due porte, la Monastero demolita nel 1956 e la Fontana.

## Luoghi da visitare
Fra i vari luoghi di interesse:
- Chiesa e monastero di Santa Maria degli Angeli e dei Riformati